# Distylium gracile
Distylium gracile là một loài thực vật có hoa trong họ Hamamelidaceae. Loài này được Nakai miêu tả khoa học đầu tiên năm 1924.